# Xanthoria parietina
Xanthoria parietina (L.) Th. Fr., 1860 è un lichene appartenente alla famiglia Teloschistaceae.
Questo lichene è alquanto comune, può essere ritrovato anche nelle nostre città e paesi di campagna su rocce o pareti (da qui deriva il suo epiteto specifico "parietina"), ma anche su muretti, sulla corteccia di alberi e sulle ringhiere.

## Substrato
Si trova soprattutto su pioppo tremolo e altri alberi decidui, anche presente su altri alberi se esposti a polvere calcarea o contenente azoto, calcare, vecchio cemento, a volte su posatoi di uccelli.

## Descrizione
Il tallo di questo lichene è foglioso (ovvero presenta dei lobi simili a foglioline, lassamente attaccati al substrato) e solitamente ha un diametro inferiore agli 8 centimetri. I lobi sono appiattiti, e generalmente non più larghi di 4 millimetri.
La faccia superiore del tallo è solitamente gialla-arancione, anche se può essere di colore verde giallastro o addirittura grigiastro negli esemplari che crescono in ombra.
Questa specie si riproduce sessualmente tramite ascospore, prodotte in apoteci lecanorini, dal margine dello stesso colore della faccia superiore del tallo, e disco di colore generalmente più intenso. Le strutture riproduttive di tipo vegetativo (soredi ed isidi) non sono mai presenti.
X. parietina produce una sostanza lichenica secondaria chiamata parietina, che offre protezione nei confronti dei raggi UV.
Per questo motivo questo lichene viene spesso utilizzato in ambito di biomonitoraggio ambientale, poiché tollerante a inquinanti come metalli pesanti e ossidi di azoto.